# ويليام أ. موفيت
ويليام أ. موفيت (بالإنجليزية: William A. Moffett)‏ هو ضابط أمريكي، ولد في 31 أكتوبر 1869 في تشارلستون في الولايات المتحدة، وتوفي في 4 أبريل 1933 في نيوجيرسي في الولايات المتحدة.